# Gabriel (seigneur de Monaco)
Pour les articles homonymes, voir Gabriel.
Gabriel de Monaco (italien : Gabriele Grimaldi) fut co-seigneur de Monaco du 29 juin 1352 au 15 août 1357.

## Biographie
Il est le frère de Rainier II de Monaco, fils de Charles Ier et de Lucchina Spinola.

## Armoiries
| Blason | Blasonnement : Fuselé d'argent et de gueules. |